# Mannin Moar 1935
Mannin Moar 1935 je bila neprvenstvena dirka za Veliko nagrado v sezoni 1935. Odvijala se je 31. maja 1935 v Douglasu na otoku Man.

## Poročilo
Na štartu je povedel Richard Shuttleworth, sledili so mu Brian Lewis, Charles Martin, Roy Eccles in Raymond Mays. V trinajstem krogu je Shuttleworth odstopil, tako da je vostvo prevzel Lewis, Mays pa je uspel prehiteti Ecclesa, s katerim sta se borila vse do Maysovega postanka v boksih na polovici dirke. Kmalu za tem sta se oba dirkača tovarniškega moštva ERA Ltd., Mays in Humphrey Cook, znašla v težavah in morala opraviti več postankov v boksih. Kljub temu se je Mays ponovno prebil proti vrhu, najprej je prehitel Luisa Fontesa, ko pa je imel Eccles težave z motorjem, je prehitel še njega za tretje mesto. Toda na polovici zadnjega kroga je Maysova ERA A obstala zaradi okvare in tretje mesto je osvojil Fontes, na drugem mestu je ostal Martin, Lewis pa je dosegel še tretjo zaporedno zmago na tej dirki.

## Rezultati

### Dirka
| Poz | Št | Dirkač               | Moštvo    | Dirkalnik        | Krogi | Čas/Odstop      | Št. m. |
| --- | -- | -------------------- | --------- | ---------------- | ----- | --------------- | ------ |
| 1   | 7  | Brian Lewis          | Privatnik | Bugatti T59      | 50    | 2:40,11         | 1      |
| 2   | 10 | Charles Martin       | Privatnik | Bugatti T59      | 50    | + 51,0          | 3      |
| 3   | 5  | Luis Fontes          | Privatnik | Alfa Romeo Monza | 50    | + 8:03,0        | 5      |
| 4   | 16 | Teddy Rayson         | Privatnik | Bugatti T51      | 50    | + 15:00,0       | 10     |
| 5   | 4  | Arthur Dobson        | Privatnik | Alfa Romeo Monza | 49    | +1 krog         | 14     |
| 6   | 2  | Richard Wilkins      | Privatnik | Alfa Romeo Monza | 49    | +1 krog         | 11     |
| 7   | 11 | Charles Brackenbury  | Privatnik | Bugatti T51      | 49    | +1 krog         | 6      |
| Ods | 15 | Raymond Mays         | ERA Ltd.  | ERA A            | 49    | Vzmetenje       | 7      |
| Ods | 9  | Roy Eccles           | Privatnik | Bugatti T59      | 31    | Vzmetenje       | 4      |
| Ods | 14 | Humphrey Cook        | ERA Ltd.  | ERA A            | 30    | Črpalka za olje | 9      |
| Ods | 3  | Richard Shuttleworth | Privatnik | Alfa Romeo P3    | 13    | Prenos          | 2      |
| Ods | 1  | Ginger Hamilton      | Privatnik | Alfa Romeo Monza | 9     | Trčenje         | 12     |
| Ods | 8  | Jock Leith           | Privatnik | Bugatti T35B     | 1     | Trčenje         | 13     |
| Ods | 6  | Tim Rose-Richards    | Privatnik | Maserati 8C      | 0     | Vzmetenje       | 8      |
| DNA | 12 | Richard Seaman       | Privatnik | Maserati         |       |                 |        |